# Cygnus CRS OA-8E
Cygnus CRS OA-8E även känd som Orbital Sciences CRS Flight 8E, var en flygningen av en av företaget Orbital ATKs Cygnus rymdfarkoster till Internationella rymdstationen (ISS). Farkosten sköts upp med en Antares 230 raket, från Wallops Flight Facility i Virginia, den 12 november 2017.
Farkosten var uppkallad efter den avlidne amerikanske astronauten Eugene "Gene" Cernan.
Målet med flygningen var att leverera material och förnödenheter till ISS.
Farkosten dockades med rymdstationen med hjälp av Canadarm2, den 14 november 2017.
Farkosten lämnade rymdstationen den 6 december 2017. Den brann som planerat upp i jordens atmosfär den 18 december 2017.

## 12 november 2017
Strax före den planerade uppskjutningen den 11 november 2017 kom ett mindre flygplan in i det avlysta luftrummet, detta ledde till att uppskjutningen fick flyttas fram knappt 24 timmar till den 12 november.

### Fotnoter
1. 1 2  ”Orbital ATK” (på engelska). Orbital ATK. Arkiverad från originalet den 26 oktober 2017. https://web.archive.org/web/20171026054359/https://www.orbitalatk.com/news-room/feature-stories/OA8-Mission-Page/Documents/SS_Gene%20Cernan_Bio.pdf. Läst 11 november 2017.
2. ↑  ”NASA Space Science Data Coordinated Archive” (på engelska). NASA. https://nssdc.gsfc.nasa.gov/nmc/spacecraft/display.action?id=2017-071A. Läst 24 mars 2020.
3. 1 2  ”Orbital ATK” (på engelska). Orbital ATK. Arkiverad från originalet den 11 november 2017. https://web.archive.org/web/20171111152218/https://www.orbitalatk.com/news-room/feature-stories/oa8-mission-page/. Läst 12 november 2017.